# Filia Politechniki Wrocławskiej w Jeleniej Górze
Filia Politechniki Wrocławskiej w Jeleniej Górze (d. Zamiejscowy Ośrodek Dydaktyczny Politechniki Wrocławskiej w Jeleniej Górze) – jedna z 3 filii Politechniki Wrocławskiej z siedzibą w Jeleniej Górze-Cieplicach, powstała w 1975 roku.
Aktualnie zatrudnionych jest 59 pracowników naukowo-dydaktycznych (z czego 6 z tytułem naukowym profesora, 6 ze stopniem doktora habilitowanego i 47 ze stopniem doktora). Według stanu na 2012 rok w ośrodku studiuje łącznie 591 studentów, wyłącznie w trybie dziennym.

## Historia
Początki dzisiejszej Filii związane są z powołaniem do życia w 1955 roku w Jeleniej Górze punktu konsultacyjnego Politechniki Wrocławskiej, który z czasem został przekształcony w odrębną grupę jeleniogórską, która podlegała wałbrzyskiej filii tej uczelni. Przełomowym wydarzeniem było utworzenie 31 maja 1975 roku samodzielnej filii w Jeleniej Górze, które możliwe było na podstawie porozumienia zawartego między władzami miasta Jelenia Góra, które reprezentował jej naczelnik - Maciej Szadkowski, a wrocławską uczelnią techniczną, którą z kolei reprezentował jej ówczesny rektor - prof. dr hab. Tadeusz Porębski. 
Organizatorem jeleniogórskiej filii został doc. dr inż. Henryk Mońka z Instytutu Układów Elektromaszynowych Politechniki Wrocławskiej. Ostatecznie studia w Jeleniej Górze uruchomiono w 1976 roku, po wykonaniu prac adaptacyjno-remontowych w Pałacu Schaffgotschów. Z dniem 1 maja 2004 roku po wejściu w życie znowelizowanej ustawy o szkolnictwie wyższym filia w Jeleniej Górze przekształciła się w Zamiejscowy Ośrodek Dydaktyczny Politechniki Wrocławskiej.
Pierwsi absolwenci filii (studium wieczorowe) uzyskali dyplomy w 1979 roku Do roku 1985 studia ukończyło 360 osób, do 1996 roku – ponad 700, a do 2006 roku – 1729 osób. 

## Władze
- Dyrektor: dr inż. Maciej Pawłowski
- Zastępca Dyrektora ds. administracyjnych: inż. Witold Dziadosz

## Poczet dyrektorów
1. 1975–1982: doc. dr inż. Henryk Mońka
2. 1982–1985: dr inż. Karol Pelc
3. 1985–1990: doc. dr inż. Jan Kośmider
4. od 1990 r.: dr inż. Maciej Pawłowski

## Kształcenie
Obecnie Filia daje możliwość kształcenia na jednym kierunku jakim jest Informatyka techniczna.
W przeszłości studenci w Jeleniej Górze mogli pobierać naukę na studiach pierwszego stopnia, trwających od 3 do 3,5 roku i zakończonych uzyskaniem tytułu zawodowego licencjata lub inżyniera na następujących kierunkach:
- budownictwo (inżynier)
- inżynieria środowiska (inżynier)
- mechanika i budowa maszyn (inżynier)
- telekomunikacja (inżynier)
- zarządzanie (licencjat).

Studia odbyte w ośrodku są równoważne ze studiami odbytymi na odpowiednim wydziale uczelni macierzystej.

## Struktura organizacyjna
Nadzór nad działalnością Filii Politechniki Wrocławskiej w Jeleniej Górze sprawuje rektor tej uczelni. Bezpośrednim przełożonym dyrektora ośrodka jest prorektor ds. nauczania. Z kolei nadzór nad działalnością dotyczącą toku studiów należy do dziekana. Pracami sekretariatu toku studiów kieruje kierownik sekretariatu, nad którym czuwa zastępca ds. organizacji dydaktyki. 
Zamiejscowy Ośrodek Dydaktyczny w Jeleniej Górze kształcił studentów na pięciu wydziałach: 
- Wydział Budownictwa Lądowego i Wodnego
- Wydział Mechaniczny
- Wydział Elektroniki
- Wydział Inżynierii Środowiska
- Wydział Informatyki i Zarządzania.

## Baza lokalowa
Filia Politechniki Wrocławskiej w Jeleniej Górze posiada własny kampus położony w południowej części miasta, w centrum dzielnicy Cieplice, na który składają się:
- Pałac Schaffgotschów - główny gmach ośrodka, znajdują się w nim sale dydaktyczne, laboratoria oraz administracja ośrodka.
- trzy akademiki:
  - Dom Studencki "Sublokator" - mieści się w Jeleniej Górze przy ulicy Józefa Piłsudskiego 15 i posiada 61 miejsc noclegowych
  - Dom Studencki "Nysa" - znajduje się przy pl. Piastowskim i może pomieścić 17 osób
  - Dom Studencki "Hotelik" - ma 8 pokojów.

## Adres
Filia

Politechniki Wrocławskiej w Jeleniej Górze

pl. Piastowski 27

58-560 Jelenia Góra